# Wilhelm Löffler
Wilhelm Löffler (ur. 7 lutego 1886, zm. ?) – szermierz reprezentujący Cesarstwo Niemieckie, uczestnik letnich igrzysk olimpijskich w 1912 oraz 1928 roku.
Medalista mistrzostw Niemiec (srebrny w 1913 oraz brązowy w 1927). Reprezentował barwy klubu FTV 1860 Frankfurt am Main.